# Dworek „Zacisze” w Miechowie
Dworek „Zacisze” – zabytkowy dworek znajdujący się w Miechowie, zbudowany w 1784 roku. 
Dworek był remontowany w XX i XXI wieku. Obecnie znajduje się pod opieką Biura Wystaw Artystycznych „U Jaksy” w Miechowie. 

## Budowa
Dworek Zacisze jest parterowym budynkiem o konstrukcji zrębowej zbudowany na planie prostokąta. Wejścia znajdują się w elewacji frontowej i tylnej, a przy nich znajdują się ganki z facjatami opartymi na profilowanych słupach. Wnętrze dworku wykonane zostało w układzie dwutraktowym z czterema pomieszczeniami rozdzielonymi przechodnią sienią. Budynek jest przykładem rezydencji mieszczańskiej, posiada charakterystyczne elementy staropolskiego dworu. 
Dworek „Zacisze” znajduje się na Szlaku architektury drewnianej w województwie małopolskim.